# (31209) 1998 BZ6
(31209) 1998 BZ6 est un astéroïde de la ceinture principale d'astéroïdes découvert en 1998.

## Description
(31209) 1998 BZ6 a été découvert le 24 janvier 1998 à l'observatoire astronomique d'Ōizumi, situé à Ōizumi, dans la préfecture de Gunma, au Japon, par Takao Kobayashi.

### Caractéristiques orbitales
L'orbite de cet astéroïde est caractérisée par un demi-grand axe de 2,76 ua, un périhélie de 2,54 ua, une excentricité de 0,08 et une inclinaison de 13,42° par rapport à l'écliptique. Du fait de ces caractéristiques, à savoir un demi-grand axe compris entre 2 et 3,2 ua et un périhélie supérieur à 1,666 ua, il est classé, selon la JPL Small-Body Database, comme objet de la ceinture principale d'astéroïdes.

### Caractéristiques physiques
(31209) 1998 BZ6 a une magnitude absolue (H) de 13,7 et un albédo estimé à 0,232.